# Tikkurila (entreprise)
Tikkurila Oyj est un fabricant finlandais de peintures et de laques. 
Le siège social et la majeure partie de la production sont situés à Tikkurila dans la commune de Vantaa en Finlande.

## Présentation
La marché principal de Tikkurila est la Russie, où est réalisé trente pour cent du chiffre d'affaires.
Les marchés les plus importants suivants sont la Suède, la Finlande et la Pologne. Ces quatre pays génèrent plus de 80% du chiffre d'affaires du Groupe.